# دم‌پنبه‌ای دایس
دم‌پنبه‌ای دایس (نام علمی: Sylvilagus dicei) نام یک گونه از سرده خرگوشک‌های دم‌پنبه‌ای است.